# Savitri Khanolkar
Savitri Khanolkar, née le 20 juillet 1913 et morte le 26 novembre 1990, est une artiste peintre suisse-indienne, célèbre pour son rôle dans la création du Param Vir Chakra, la plus prestigieuse distinction militaire pour actes de bravoure en Inde.
Sa vie prend un tournant décisif lorsqu'elle rencontre Vikram Ramji Khanolkar, un officier en formation à l'Académie militaire de Sandhurst. Elle choisit de le suivre en Inde, se marie à Bombay en 1932 et adopte le nom de Savitribai Khanolkar après sa naturalisation. Elle apprend à connaître les traditions, les langues et la culture indiennes.
Le major général Hira Lal Atal la charge de concevoir la Param Vir Chakra, la plus haute distinction militaire de l'Inde, à la suite de l'indépendance. Inspirée par des figures héroïques historiques et des symboles, elle crée un insigne qui symbolise le courage et le sacrifice. En plus de celui-ci, elle conçoit plusieurs autres médailles militaires.
Vivant de manière simple et s'engageant dans le travail social, elle se passionne pour la spiritualité après la mort de son mari en 1952, rejoignant le Ramakrishna Math et le mouvement de Swami Vivekananda.

## Biographie
Savitri Khanolkar naît sous le nom d'Eve Yvonne Maday de Maros le 20 juillet 1913 à Neuchâtel, en Suisse. Elle est la fille d'un immigrant hongrois, André de Maday, qui est professeur de sociologie à l'Université de Genève, et de Marthe Hentzelt, une russe qui enseigne à l'Institut Jean-Jacques Rousseau,. Elle évolue dans un milieu familial artistique, pratiquant la peinture et la sculpture de chocolat.

### Rencontre du général Vikram Khanolkar
Savitri Khanolkar, grandit à Genève et rencontre en 1929, l'officier Vikram Ramji Khanolkar pendant une pause dans sa formation à l'Académie militaire de Sandhurst, où il se perfectionne en peinture. Il poursuit ses études et sert au sein de l'armée alliée durant la Seconde Guerre mondiale, en tant que général de division.
Elle est encore adolescente lorsqu'elle tombe amoureuse de celui-ci, qui est alors bien plus âgé qu'elle. Malgré  l'interdiction de son père de la laisser s'éloigner pour un pays étranger, elle décide de le suivre en Inde et se marie en 1932 à Bombayet donne naissance à une fille, Kumudini Khanolkar. 
Après son mariage et sa naturalisation en tant que citoyenne indienne, elle se fait connaître sous le nom de Savitribai Khanolkar. En élaborant son nom distinctif en caractères cyrilliques, elle l'utilise comme signature pour ses œuvres d'art.

### Son intégration en Inde
Malgré ses racines européennes, Savitri Khanolkar éprouve une telle affinité pour les traditions et les principes indiens que son intégration à la société indienne se déroule sans heurt. Elle adopte un régime alimentaire végétarien et devient rapidement polyglotte, maîtrisant le marathi, le sanskrit et l'hindi, et se forme à la musique, la danse et la peinture indiennes. Convaincue d'avoir une âme indienne, elle soutient être « née par erreur en Europe » et l'idée d'être perçue comme une étrangère la fait souffrir,.
Savitri Khanolkar se plonge dans l'étude de l'histoire ancienne et des légendes de l'Inde, avec un intérêt marqué pour les Puranas hindous qu'elle explore en profondeur. Elle maîtrise aussi les hymnes patriotiques de l'Inde et les prières traditionnelles. Elle obtient un diplôme de l'Université de Nalanda. 

### Conceptrice du Param Vir Chakra
Lorsque l'Inde devient une république le 26 janvier 1950, le major général Hira Lal Atal, responsable de l'élaboration des décorations militaires de l'Inde, fait appel à Savitri Khanolkar pour son savoir en mythologie, sanskrit et Védas. Elle est ainsi chargée de concevoir la Param Vir Chakra, la plus haute distinction militaire indienne, qui remplace la Croix de Victoria,,.

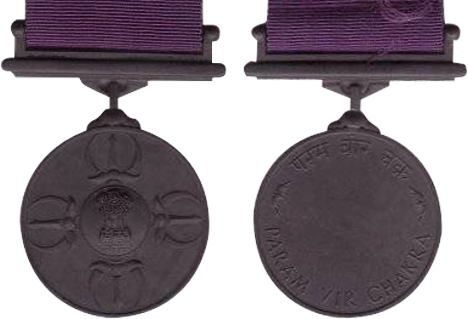
Médaille du Param Vir Chakra

Inspirée par ses études sur l'histoire indienne, elle décide d'honorer Shivaji, qu'elle considère comme l'un des guerriers les plus illustres. Elle choisit le violet pour l'insigne afin de symboliser le courage et le sacrifice, évoque la forme d'une roue en référence à la roue du Dharma sur le drapeau indien. Elle intègre dans le médaillon le Vajra d'Indra  et l'épée Bhavani de Shivaji, donnant ainsi naissance à un emblème national de bravoure, fixé sur un ruban violet et monté sur une barre pivotante,,.
Par pur coïncidence, c'est le Major Somnath Sharma du régiment 4 Kumaon, qui est le beau-frère de la fille aînée de Savitri Khanolkar qui reçoit la toute première Param Vir Chakra pour son courage durant le conflit indo-pakistanais de 1947-48 au Cachemire,.
Savitri Khanolkar conçoit diverses médailles militaires, y compris le Mahavir Chakra, le Vir Chakra, l'Ashok Chakra, le Kirti Chakra, et le Shaurya Chakra, ainsi que la Médaille de Service général en 1946 et 1965.

### Vie privée
Savitri Khanolkar mène une vie très simple en évitant le luxe et le confort et s'implique également beaucoup dans le travail social, en aidant les familles des martyrs tués pendant la guerre. Après le décès de son mari en 1952, elle se tourne vers la spiritualité et rejoint le Ramakrishna Mathet du Swami Vivekananda.  
Elle écrit aussi un livre sur les Saints de Maharashtra, qui est publié le jour de sa mort le 26 novembre 1990 à New Delhi,. 

## Publication
- (en) Savitribai Khanolkar, Saints of Maharashtra, Bharatiya Vidya Bhavan, 1978, 179 p. (lire en ligne)